# Günther Nonnenmacher
Günther Nonnenmacher (* 2. November 1948 in Karlsruhe; † 7. Mai 2025 in Offenbach am Main) war ein deutscher Journalist und von 1994 bis 2014 Mitherausgeber der Frankfurter Allgemeinen Zeitung (FAZ).

## Leben
Nonnenmacher war der Sohn eines Handwerksmeisters. Er studierte nach seinem Wehrdienst an der Universität Freiburg im Breisgau, der Universität Frankfurt und der Universität Heidelberg Politikwissenschaft, Geschichte, Staatsrecht und Philosophie (Magister 1973). 1975 wurde er in Heidelberg bei Dolf Sternberger mit einer Dissertation über James Harrington promoviert. Anschließend war Nonnenmacher wissenschaftlicher Mitarbeiter im Fach Politikwissenschaft an der Gesamthochschule Wuppertal, wo er sich 1983 mit einer Schrift über die politische Philosophie im 17. und 18. Jahrhundert habilitierte.
1982 trat er in das Politik-Ressort der FAZ ein, seit 1986 war er verantwortlicher Redakteur für Außenpolitik. Von 1994 an war er einer der Herausgeber der Frankfurter Allgemeinen Zeitung.
Ab 2009 war Nonnenmacher Honorarprofessor für Politik- und Kommunikationswissenschaft an der Fakultät für Sozialwissenschaften und Philosophie der Universität Leipzig.
Im Februar 2014 kündigte die FAZ Nonnenmachers Ausscheiden aus dem Herausgebergremium zum 30. Juni an. Nach Frank Schirrmachers überraschendem Tod am 12. Juni 2014 verschob er seinen Eintritt in den Ruhestand und übernahm übergangsweise die Leitung des Feuilletons. Nonnenmacher ging zum Jahresende 2014 in den Ruhestand und schied so aus dem Herausgebergremium aus.
Nonnenmacher war verheiratet und hatte mit seiner aus Frankreich stammenden Frau Gisèle zwei Kinder. Er starb im Mai 2025 im Alter von 76 Jahren in seinem Wohnort Offenbach am Main.

## Ehrungen und Auszeichnungen
- 2007: Offizier der Ehrenlegion[6]
- 2018: Verdienstorden der Bundesrepublik Deutschland (Verdienstkreuz 1. Klasse)[7]

## Veröffentlichungen
- Theorie und Geschichte. Studien zu den politischen Ideen von James Harrington (= Heidelberger politische Schriften, Bd. 9). Hain, Meisenheim am Glan 1977, ISBN 3-445-014612 (= Dissertation Universität Heidelberg).
- Reform - Schwierigkeiten einer Theorie der Praxis. In: Peter Haungs (Hrsg.): Res publica. Studien zum Verfassungswesen. Dolf Sternberger zum 70. Geburtstag. Fink, München 1977, S. 261–301, ISBN 3-7705-1602-8.
- mit Gerda Zellentin: Abschied vom Leviathan. Ökologische Aufklärung über politische Alternativen. Hoffmann u. Campe, Hamburg 1979, ISBN 3-455-09241-1.
- Ideengeschichte zwischen Un-Sinn und Unmöglichkeiten? In: Politische Vierteljahresschrift, Bd. 22 (1981), S. 423–431.

- Die Ordnung der Gesellschaft: Mangel und Herrschaft in der politischen Philosophie der Neuzeit: Hobbes, Locke, Adam Smith, Rousseau. Weinheim: VCH, Acta Humaniora 1989, ISBN 3-527-17601-2 (= Habilitationsschrift Gesamthochschule Wuppertal).
- mit Eberhard Nitschke: Von Berlin geht mehr Sicherheit für Europa aus: Der KSZE-Prozess hat eine neue Dimension für die Zukunft erreicht, Inter Nationes, Bonn 1991.
- (Hrsg.): Gespendete Macht. Parteiendemokratie in der Krise. Fest, Berlin 2000, ISBN 3-8286-0138-3.
- Dolf Sternberger als Journalist. In: Michael Borchard (Hrsg.): Dolf Sternberger zum 100. Geburtstag. Konrad-Adenauer-Stiftung, St. Augustin 2007, S. 23–34, ISBN 978-3-939826-51-4.
- mit Bernhard Vogel: Mutige Bürger braucht das Land. Chancen der Politik in unübersichtlichen Zeiten. Herder Verlag, Freiburg im Breisgau 2012, ISBN 978-3-451-32579-3.